# 23.ª División de Montaña Waffen-SS Kama
La 23.ª División de Montaña de las Waffen-SS Kama (2.ª Croata) fue una división de infantería de montaña de las Waffen-SS, el brazo armado del Partido Nazi que sirvió junto a la Wehrmacht, pero de la que nunca formó parte oficialmente durante la Segunda Guerra Mundial. Estaba compuesta por oficiales alemanes y soldados musulmanes bosnios. Nombrada Kama por una pequeña daga utilizada por los pastores balcánicos, fue una de las treinta y ocho divisiones desplegadas por las Waffen-SS durante la Segunda Guerra Mundial. Formada el 19 de junio de 1944, se organizó alrededor de un cuadro de la 13.ª División de Montaña SS Handschar (1.ª Croata), pero no alcanzó la fuerza de una división y nunca entró en combate como tal.
Miembros de la división lucharon brevemente contra las fuerzas soviéticas en el sur de Hungría a principios de octubre de 1944 junto con la 31.ª División de Granaderos SS Voluntarios. Pronto se separaron de la línea del frente en Hungría y habían comenzado un movimiento hacia uno de los estados títere alemán, el Estado Independiente de Croacia, para unirse a la 13.ª División SS cuando los soldados musulmanes bosnios de la división Kama se amotinaron el 17 de octubre de 1944. El mando recuperó rápidamente el control, pero el motín resultó en la disolución formal de la división el 31 de octubre de 1944.

## Antecedentes
Después de la invasión del Reino de Yugoslavia por las potencias del Eje el 6 de abril de 1941, el nacionalista y fascista croata Ante Pavelić, que había estado exiliado en la Italia de Benito Mussolini, fue nombrado Poglavnik (líder) de un estado croata dirigido por la Ustaše. El Estado Independiente de Croacia (a menudo llamado NDH, del croata: Nezavisna Država Hrvatska). El NDH abarcó casi toda la actual Croacia, toda la actual Bosnia y Herzegovina y partes de la actual Serbia en un "cuasi-protectorado italo-alemán". Las autoridades del NDH, encabezadas por la milicia Ustaše, lanzaron inmediatamente una campaña de asesinatos en masa, expulsiones y conversiones religiosas forzadas al catolicismo contra la población ortodoxa serbia que vivía dentro de las fronteras del nuevo estado.
A pesar de las garantías de igualdad de Pavelić con los croatas predominantemente católicos, muchos musulmanes rápidamente se sintieron insatisfechos con el gobierno de la Ustaše. Un líder islámico informó que ningún musulmán ocupaba un puesto influyente en la administración. A principios de 1942, se habían desatado feroces combates entre la Ustaše, los chetniks y los partisanos en el territorio del NDH. Algunas unidades de la Ustaše se convencieron de que los musulmanes eran simpatizantes del comunismo, quemaron sus aldeas y asesinaron a civiles. Los chetniks acusaron a los musulmanes de ser partícipes de la violencia de la Ustaše contra los serbios y perpetraron atrocidades similares contra la población musulmana. Los musulmanes recibieron poca protección de la Guardia Nacional Croata, el ejército regular del NDH, a quien los alemanes describieron como "de valor combativo mínimo". Se crearon milicias locales, pero también tenían un peso limitado y sólo una, la "Legión Hadžiefendić" de la Guardia Nacional con sede en Tuzla, dirigida por Muhamed Hadžiefendić, tenía alguna importancia.
Los musulmanes bosnios buscaron protegerse e independizarse del NDH y vieron el apoyo alemán como un medio para lograr esos objetivos. Los musulmanes bosnios eran amistosos con Alemania, y los bosnios eran generalmente nostálgicos sobre el período anterior del gobierno de los Habsburgo (Imperio austrohúngaro). Pavelić se opuso enérgicamente a esta iniciativa por considerarla contraria a la integridad territorial del NDH. En noviembre de 1942, estos autonomistas musulmanes estaban desesperados y le escribieron a Adolf Hitler pidiéndole que anexara Bosnia y Herzegovina al Reich. Si bien esta idea no recibió la aprobación de Hitler, posiblemente porque no quería crear problemas con Pavelić, el Reichsführer-SS Heinrich Himmler vio esto como una oportunidad para crear una zona de reclutamiento de las Waffen-SS en el NDH y atraer a los musulmanes bosnios. A principios de 1943, Hitler autorizó la creación de la primera división de las SS que estuviera compuesta por voluntarios no germánicos, la 13.ª División de Montaña SS Handschar (1.ª Croata). Sus miembros debían ser reclutados principalmente entre la población musulmana del NDH.

## Historia

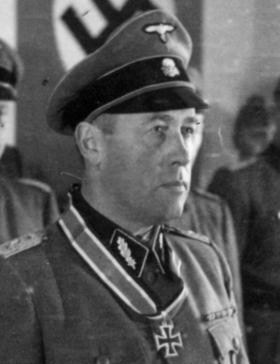
El SS-Oberführer Gustav Lombard comandó una fuerza ad hoc que luchó contra el Ejército Rojo en el sur de Hungría. Incluía a musulmanes bosnios que anteriormente pertenecían a la 23.ª División SS.

Los alemanes querían reclutar una segunda división SS de musulmanes de Bosnia, como parte del objetivo de Himmler de expandir el reclutamiento de las Waffen-SS en los Balcanes. Su plan era formar dos cuerpos de dos divisiones, con un cuerpo para operar en la región bosnia del Estado Independiente de Croacia y el otro en Albania. Estos cuerpos se combinarían luego con la 7.ª División de Montaña SS Prinz Eugen compuesta por Volksdeutsche y juntos formarían un cuerpo de montaña SS de los Balcanes compuesto por cinco divisiones. El 28 de mayo de 1944, Hitler dio su aprobación formal para la creación de una 23.ª División de Granaderos Voluntarios SS Nederland, cuya formación comenzaría el 10 de junio y el entrenamiento se completaría a finales de 1944. Himmler siguió el consejo del comandante de la 13.ª División de Montaña SS Handschar, el SS-Brigadeführer y Generalmajor der Waffen-SS (Brigadier) Karl-Gustav Sauberzweig, y acordó formar la división en la región vecina de Bácska (en serbocroata: Bačka) anexada por Hungría en lugar de Bosnia. Sauberzweig creía que si la división se formaba en el NDH, la Ustaše socavaría la moral de los reclutas. La nueva división recibió el nombre de Kama por una pequeña daga utilizada por los pastores balcánicos.
Se dieron órdenes a la 13.ª División SS de proporcionar un cuadro para la nueva división, y el SS-Standartenführer (Coronel) Helmuth Raithel, un comandante de regimiento de la 13.ª División SS, fue nombrado oficial al mando de la nueva división. La formación de la división se retrasó por la Operación Vollmond, en la que la 13.ª División SS estaba fuertemente comprometida, por lo que la formación no comenzó hasta el 19 de junio. El 21 de junio, Himmler ascendió a Sauberzweig a SS-Gruppenführer y Generalleutnant der Waffen-SS (general de división) y lo eligió para comandar el cuerpo bosnio, al que se le dio el título de IX Cuerpo de Montaña SS (croata). El cuerpo se iba a formar en Bácsalmás, en el sur de Hungría, donde se desplegó la 18.ª División de Granaderos SS Horst Wessel.
A partir del 23 de junio, 54 oficiales, 187 suboficiales y 1.137 hombres alistados de la 13.ª División SS que habían sido seleccionados para ser transferidos a la 23.ª División SS Kama se reunieron en Bošnjaci, en el condado de Posavina, y se trasladaron a Bácska el 15 de julio. Cada compañía de la 13.ª División SS incluía tres suboficiales, un escuadrón de caballería, una batería por cada uno de sus batallones de artillería, así como tropas especializadas. Las unidades de reemplazo de las Waffen-SS también proporcionaron oficiales y suboficiales alemanes. El área divisoria estaba a lo largo del Canal Franzen, con guarniciones en Szenttamás (alfabeto de Gaj: Srbobran) y Kúla (alfabeto de Gaj: Kula) y a ambos lados de la línea Zombor-Verbász (alfabeto de Gaj: Sombor-Vrbas). Los 10.000 hombres para una división completa debían obtenerse de voluntarios, de reclutas musulmanes nacidos en 1926 y 1927 (con algunas excepciones) y, si era necesario, de las diversas milicias musulmanas del NDH. Los reclutas fueron reclutados por el gobierno del NDH y luego transferidos al mando alemán junto con los demás, que fueron transportados a los cuarteles de las Waffen-SS en Zombor y Bošnjaci. Estos hombres debían estar listos antes del 15 de septiembre de 1944, pero a mediados de agosto, el oficial de reclutamiento de las Waffen-SS, el SS-Obergruppenführer (teniente general) Gottlob Berger informó a Himmler que no habría suficientes hombres musulmanes disponibles y que los croatas católicos también tendrían que ser aceptados en la 23.ª División SS. Durante la reunión de Pavelić con Hitler en septiembre de 1944, el general Đuro Grujić, jefe de la Oficina Militar de Pavelić, indicó a los alemanes que sería difícil reclutar otros 5.000 hombres para completar la división después de que ya se hubieran asignado los primeros 5.000. Muchos Volksdeutsche del NDH y algunos de húngaros fueron reclutados para actuar como intérpretes entre los musulmanes bosnios y el cuadro alemán y para mejorar la cohesión de la unidad.
El 10 de septiembre, la división alcanzó una dotación de 126 oficiales, 374 suboficiales y 3.293 hombres, compuesto por oficiales alemanes y soldados musulmanes bosnios, una fracción de su fuerza teórica de 19.000 hombres. Para entonces, la moral estaba menguando dentro de la nueva división justo cuando completaba la fase final de su entrenamiento en Hungría; La guerra no iba bien, y había rumores de que los alemanes iban a abandonar los Balcanes y dejar a los musulmanes solos para defenderse. Ante las altas tasas de deserción de la 13.ª División SS, Sauberzweig propuso un plan para desarmar a los bosnios en ambas divisiones, y el 18 de septiembre viajó para ver a Himmler. En cambio, el Reichsführer-SS optó por un plan para transportar a los 2.000 bosnios de la 23.ª División SS al área de operaciones de la 13.ª División SS en Bosnia y reorganizar ambas divisiones allí. Las unidades de armas de combate de la 13.ª División SS debían estar bajo el control directo del IX Cuerpo de Montaña SS (croata), que también se trasladaría a Bosnia. Emitido el 24 de septiembre, el plan canceló la formación de la 23.ª División SS y ordenó al SS-Oberführer (Coronel) Gustav Lombard formar y comandar una nueva división de infantería utilizando el cuadro alemán y el equipo de la 23.ª División SS, complementada por personal étnico alemán reclutado en Hungría. Los bosnios de la 23.ª División SS iban a ser transportados por ferrocarril de regreso a la zona de Gradište-Županja-Bošnjaci para su reorganización en una "nueva" División Kama.
El personal del cuartel general del IX Cuerpo de Montaña SS salió de Hungría y el 3 de octubre de 1944 llegó al pueblo de Andrijaševci, cerca de Vinkovci. La sede entró en funcionamiento parcialmente el 7 de octubre. Los bosnios no abandonaron Bácska inmediatamente, y durante un corto período fueron guarnecidos junto a la nueva 31.ª División de Granaderos Voluntarios SS de Lombard. Mientras tanto, el Ejército Rojo continuó avanzando hacia Hungría, y el 9 de octubre de 1944 el comandante de las fuerzas de las Waffen-SS en Hungría envió un telegrama al IX Cuerpo de Montaña SS en Bosnia anunciando que "unidades listas para la batalla de la división del SS-Oberführer Lombard y los bosnios de la División Kama habían sido lanzados a la lucha en Bacska". Las tropas bosnias se desplegaron a lo largo del río Tisza (alfabeto de Gaj: Tisa) durante una semana más o menos como parte del Kampfgruppe Syr en un intento de frenar el avance soviético. Como resultado, se retrasó el regreso de los bosnios al NDH.
Los bosnios pronto se retiraron del frente en Hungría y comenzaron el traslado a Bosnia para unirse a la 13.ª División SS cuando se amotinaron el 17 de octubre de 1944. Raithel recuperó rápidamente el control, pero el motín significó que idea de una reorganización de una "nueva" 23.ª División SS fuera abandonada. Un pequeño número de bosnios de la división se encargaron de reemplazar a soldados en la 13.ª División SS, y la 23.ª División SS se disolvió formalmente el 31 de octubre de 1944. A pesar de su corta existencia, la 23.ª División SS se considera una de las treinta y ocho divisiones desplegadas por las Waffen-SS durante la Segunda Guerra Mundial. Después de que la división se disolviera, el número "23" se le dio a la 23.ª División de Granaderos Voluntarios SS Nederland, y Raithel pasó a comandar el 11.° Regimiento SS-Gebirgsjäger "Reinhard Heydrich" de la 6.ª División de Montaña SS Nord contra el Ejército de los Estados Unidos en el sur de Alemania durante los últimos meses de la Segunda Guerra Mundial.

## Orden de batalla
El orden de batalla final de la división consistió en:
- 55.° Regimiento SS Gebirgsjäger (Infantería de Montaña) (3.° croata)
- 56.º Regimiento SS Gebirgsjäger (4.º croata)
- 23.º Regimiento de Artillería de Montaña de las SS (de cuatro batallones)
- 23.° Batallón de Reconocimiento SS
- 23.° Batallón SS Panzerjäger (antitanque)
- 23.° Batallón de Pioneros SS
- 23.° Batallón de Comunicaciones SS
- 23.° Batallón de Suministros SS
- 23.° Batallón Médico SS
- 23.° Batallón de Reemplazo SS

La división también incluía un taller, una sección de veterinaria y una sección administrativa.

## Uniforme
El símbolo de la división era un sol con 16 rayos, el antiguo símbolo del rey macedonio Alejandro Magno. Se pensó en un parche con la insignia, pero es poco probable que se hubiera fabricado finalmente. Durante su formación y entrenamiento en la región de Bácska durante el verano de 1944, los soldados a menudo vestían uniformes tropicales de color caqui con pantalones cortos. El casco oficial de la división era el SS M43 fez: un modelo gris de campo para usar con el uniforme de servicio y un modelo rojo para el uniforme de gala. Los miembros de la división que habían servido anteriormente en la 13.ª División SS a menudo seguían usando el parche de cuello divisional de esa división, que mostraba un brazo sosteniendo una cimitarra sobre una esvástica. Estos artículos de uniforme no estándar continuaron siendo usados por miembros de la división después de que pasaron a formar parte de la 31.ª División SS en octubre de 1944.